# どうぶつの森+
『どうぶつの森+』（どうぶつのもりプラス、英題：Animal Crossing）は、2001年12月15日に任天堂が発売したコミュニケーションゲーム。どうぶつの森シリーズの第2作目。アメリカでは2002年9月16日、ヨーロッパでは2004年9月24日に発売。

## 概要
前作『どうぶつの森』からわずか8か月という異例の早さでリリースされた。前作は日本国内のみの発売だったが、本作は世界各地で発売されている。
ゲーム内容は前作をもとにしつつも、タイトル通り、様々な要素が追加されており、事実上の前作の完全版と言える。オリジナルの服や傘などを作れる仕立て屋や、虫・魚・絵画・化石を寄贈できる博物館が新たに建てられた。また、新しいどうぶつも登場するほか、一部キャラクターのグラフィックが変更された。そしてハードの性能向上により、フレームレートが60fpsに向上した。
ゲームボーイアドバンス（GBA）をGBAケーブルでつなげることで村の海岸沖に島ができ、船乗りのカッペイに連れて行ってもらえるようになった。島内ではGBAでも操作できる。また、GBA同士をつないで島のデータを交換もすることもできる。
前作より家具や虫、魚などの数が増え、虫取りの方法に特殊な動作を必要とする虫も登場した。ファミコン家具として新たに『ベースボール』、『麻雀』、『五目ならべ 連珠』、『パンチアウト!!』などが追加された。
あいことばを手紙に書いて送ると、そのキャラクターから返事が来るシステムも登場した。あいことばは「どうぶつの森+ カードe」に記載されており、ファミコン家具などを入手することができる。本作の公式ホームページ上には、期間限定でファミコン家具のあいことばが掲載されていた。「どうぶつの森+ カードe」は一時期品薄状態が続き、任天堂ホームページ上でお詫びの文章が掲載された。
本作ではメディアが光学ディスクとなったことにより、全てのセーブデータはメモリーカードで管理されるようになった。これにより前作の『どうぶつの森』ではカセットに保存された村データと、コントローラーパックに保存された手紙の記録データを1つのデータとして統合された。なお、本記事では便宜上「村データ」と称する。
本作は「メモリーカード59」が同梱されて発売されていた。これは本作のメモリーカードの必要ブロック数が59であることに起因し、2002年7月に発売された大容量の「メモリーカード251」は本作発売当時の時点ではまだ発売されておらず、ましてや本作一本だけで「メモリーカード59」の容量全てを村データとして使い切ってしまう仕様だったためである。また初期生産分同梱のメモリーカードには、前作の「コントローラパック同梱版」と同様に、「けけミュージック」、「ファミコン家具」、「スタッフからの手紙」が収録されている。
本作でセーブデータの管理方法が変更されたことに伴い、お出かけの仕様も一部変更。お出かけ先となるメモリーカードに『どうぶつの森+』の村データが保存されているか否かで2つの方法に分かれる。

前者はお出かけ先として『村データが保存されているメモリーカード』を用いることで、前作では一度しか見られない「初めてプレイした際に「みしらぬネコ」と出会う汽車のシーン」を介した上でそのまま他の村へ直接出かけることができる（車内でお出かけ先の村データを準備する）。その上これらとは別の『村データが保存されているメモリーカード』を次の「お出かけ先」として用いることで、滞在中のお出かけ先を「お出かけ元」とした上で別の村へそのまま直行することもできる。ちなみにこの方法でお出かけする場合の注意点として、どれがどの村データが保存されたメモリーカードが分からなくなることのないように目印を付けることが推奨されている。

後者はお出かけ先として『村データが保存されていないメモリーカード』や『別プレイヤーのお出かけデータが保存されているメモリーカード』を用いることで、前作ではコントローラーパックに保存された「おでかけデータ」がメモリーカードに保存される。その上メモリーカードの空きブロックに余裕があれば、何人でもおでかけデータを保存可能。これによりお出かけ元として『複数プレイヤーのおでかけデータが保存されたメモリーカード』と、お出かけ先として『村データが保存されているメモリーカード』を用いた場合、村のプレイヤー選択と同様におでかけデータを選択する。ちなみに前者の方法でお出かけ中に現在のお出かけ先を「お出かけ元」として出発する場合、次の「お出かけ先」となるメモリーカードが『村データが保存されていないメモリーカード』だった場合にもお出かけデータが保存される。
前作から本作にセーブデータを引き継ぐ「データお引越しサービス」が行われたことがあり、サービス利用者にはファミコン家具の『アイスクライマー』がプレゼントされた（現在はサービス終了済み）。また、次回作の『どうぶつの森e+』には、メモリーカードを使う事で「お引越し」をすることができる。

## イベント
年末年始のカウントダウンや運動会などがある。

## どうぶつの森+ カードe
「どうぶつの森+ カードe」は、任天堂より発売されたカードeである。5枚1組のパッケージで発売され、中にはランダムでカードが入っている。週刊ファミ通などの雑誌の付録として配布されたこともあった。カードeの表面には『どうぶつの森+』に登場するキャラクターが描かれ、裏面にはそのキャラクターのプロフィールや、本作と『どうぶつの森e+』で使うことができるあいことばが書かれている。さらに、カードeリーダーにカードeを通すと、裏面に書かれているあいことばとは違うあいことばも入手できる。